# Troisième graphe de Chang
Le troisième graphe de Chang est, en théorie des graphes, un graphe possédant 28 sommets et 168 arêtes.

## Propriétés

### Propriétés générales
Le diamètre du troisième graphe de Chang, l'excentricité maximale de ses sommets, est 2, son rayon, l'excentricité minimale de ses sommets, est 2 et sa maille, la longueur de son plus court cycle, est 3. Il s'agit d'un graphe 12-sommet-connexe et d'un graphe 12-arête-connexe, c'est-à-dire qu'il est connexe et que pour le rendre déconnecté il faut le priver au minimum de 12 sommets ou de 12 arêtes.

### Coloration
Le nombre chromatique du troisième graphe de Chang est 7. C'est-à-dire qu'il est possible de le colorer avec 7 couleurs de telle façon que deux sommets reliés par une arête soient toujours de couleurs différentes. Ce nombre est minimal.

### Propriétés algébriques
Le polynôme caractéristique  de la matrice d'adjacence  du troisième graphe de Chang est : {\displaystyle (x-12)(x-4)^{7}(x+2)^{20}}. D'autres graphes possèdent le même polynôme caractéristique, et donc le même spectre. Parmi eux, on trouve le graphe triangulaire {\displaystyle T_{8}}, le premier graphe de Chang et le second graphe de Chang. Les trois graphes de Chang sont donc qualifiés de cospectraux. Par ailleurs ce polynôme caractéristique n'admet que des racines entières. Les trois graphes de Chang sont donc intégraux, des graphes dont le spectre est constitué d'entiers.